# Moderne synthese
Nothing in Biology
Makes Sense
Except in the Light of Evolution
De moderne synthese (Engels: Modern Synthesis), ook wel de nieuwe synthese (Engels: New Synthesis) genoemd, is een verbeterde versie van de evolutietheorie van Charles Darwin, die kennis uit meerdere takken van de biologie, zoals paleontologie, de erfelijkheidsleer van Mendel, populatiegenetica, moleculaire genetica en de biologische wetenschap als geheel, van een degelijk theoretisch fundament voorziet.
De moderne synthese ('samenvoeging') is als theorie ontwikkeld in de periode tussen 1936 en 1947, onder invloed van de opkomst van de populatiegenetica. In 1942 werd deze moderne biologische theorievorming beschreven in het boek Evolution: The Modern Synthesis van Julian Huxley, dat nog steeds als een van de belangrijkste boekwerken binnen de biologie geldt.

## Stellingen van de Moderne Synthese
De moderne synthese heeft de vroegere tegenstellingen tussen de bevindingen van experimentele genetici, natuuronderzoekers en paleontologen overbrugd. De theorie stelt dat:
1. Alle evolutionaire fenomenen kunnen worden verklaard dankzij de bekende genetische mechanismen en de observaties van onderzoekers in het vakgebied.
2. Evolutie verloopt gradueel. Kleine genetische veranderingen en recombinaties worden door middel van natuurlijke selectie geordend. Discontinuïteiten tussen soorten (taxa) ontstaan door geografische scheiding en het uitsterven van soorten, niet door saltatie. Gradualisme wil echter niet zeggen dat veranderingsprocessen in een vast tempo verlopen.
3. Selectie is het belangrijkste veranderingsmechanisme. Zelfs kleine voordelen kunnen hierbij grote gevolgen hebben. Selectie werkt hierbij uitsluitend op fenotypes in hun omgeving. De rol van genetische drift is hierbij van ondergeschikt belang.
4. Evolutie beïnvloedt populaties. Genetische diversiteit binnen een populatie is een sleutelfactor binnen de evolutie.
5. In de paleontologie wordt de mogelijkheid benut historische observaties (i.e. fossielen) door een extrapolatie van deze stellingen te verklaren. Doordat de gegevens in veel gevallen fragmentarisch zijn, kunnen verklaringen op verschillend niveau bestaan.

De stelling dat soortvorming pas optreedt nadat soorten reproductief van elkaar gescheiden zijn, wordt bediscussieerd. In planten moet bijvoorbeeld het verschijnsel polyploïdie worden betrokken bij elke zienswijze op soortvorming. Formuleringen zoals "evolutie bestaat hoofdzakelijk uit genfrequentie-verschillen van allelen tussen opeenvolgende generaties" werden pas later voorgesteld.

## Geschiedenis

### 1859–1899
Het werk van Charles Darwin had de meeste biologen ervan overtuigd dat evolutie daadwerkelijk had plaatsgevonden, maar het idee van natuurlijke selectie als hoofdmechanisme van evolutie was omstreden. Verscheidene alternatieven zoals Lamarckisme, saltatie en orthogenese deden de ronde. Als onderdeel van een debat over de vraag of natuurlijke selectie een afdoende verklaring biedt voor soortvorming, lanceerde George Romanes de term neodarwinisme om de zienswijzen van Alfred Russel Wallace en August Weismann te beschrijven. Deze gingen uit van een vooraanstaande rol van natuurlijke selectie en verwierpen de Lamarckiaanse gedachte van evolutie door verworven eigenschappen.
Het idee van Weismann was dat het erfelijk materiaal (dat hij Keimplasma noemde) het uiteindelijke fenotype (soma) direct beïnvloedde, maar niet andersom. Alleen op een zeer indirecte manier, door als deel van een populatie onderhevig te zijn aan natuurlijke selectie, kon dit Keimplasma evolueren. Weismanns werk werd in het Engels vertaald, maar het duurde lang voordat men het belang van zijn ideeën inzag. Later, na de ontwikkeling van de moderne synthese, kreeg neodarwinisme de betekenis die het nu heeft: evolutie door natuurlijke selectie van populaties onder invloed van mutaties en recombinaties.

### 1900–1915
In 1900 herontdekten Hugo de Vries en Carl Correns het werk van Gregor Mendel, en presenteerden het aan de Royal Horticultural Society. Mendels werk toonde aan dat eigenschappen die planten van hun ouders hadden geërfd hun integriteit behielden in plaats van vermengd te worden. William Bateson presenteerde hierover een publicatie voor de Royal Horticultural Society in Mei 1900, waarna een heftig debat ontbrandde tussen twee hypotheses.
- Het saltationisme hield vol dat evolutie sprongsgewijs verliep, een stelling die werd ondersteund door de bevindingen van Mendel. Zij vonden dat het idee van natuurlijke selectie hiermee in strijd was.
- De biometrische school, onder leiding van Karl Pearson en Walter Weldon, die de bevindingen van Mendel verwierpen en volhielden dat erfelijke eigenschappen konden mengen en dat erfelijke eigenschappen continu waren in plaats van discreet, zoals Mendel stelde.

Over het belang van de erfelijkheidsleer van Mendel voor de evolutie was niet veel duidelijk en er werd fel gedebatteerd, in het bijzonder door Bateson die de biometrische ideeën van zijn voormalige leraar Weldon fel bestreed. De twee hypotheses werden algemeen als fundamenteel tegengesteld beschouwd. Het debat woedde nog 20 jaar door totdat de opkomst van populatiegenetica de zaak definitief beslechtte.
Een belangrijke mijlpaal hierbij was het werk van T.H. Morgan aan bananenvliegjes (Drosophila melanogaster) dat liet zien dat mutaties niet direct resulteerden in nieuwe soorten, maar de genetische variatie van een populatie deden toenemen. Morgan begon zijn carrière als saltationist, maar gaf deze hypothese uiteindelijk de doodsteek. Zijn werk toonde voor het eerst de verbinding tussen Mendels wetten en chromosomale erfelijkheid aan.

### Opkomst van de populatiegenetica
De opkomst van de populatiegenetica begon in 1918 met het artikel The Correlation Between Relatives on the Supposition of Mendelian Inheritance van R.A. Fisher. In dit artikel werd aangetoond dat de waarnemingen van continue variatie binnen een populatie, die door de biometrici werd aangedragen als tegenargument voor Mendels erfelijkheidsleer, verklaard kon worden door de interactie van vele discrete genetische loci. Het werk van Fisher culmineerde in het boek The Genetical Theory of Natural Selection, waarin overtuigend werd aangetoond dat de wetten van Mendel de waargenomen schijnbare continuïteit die de biometrici veronderstelden, en daarmee evolutie door middel van natuurlijke selectie, niet tegenspraken.
Een andere belangrijke mijlpaal is het werk van J.B.S. Haldane in de jaren 1920, die wiskundige analyse toepaste op reële voorbeelden van natuurlijke selectie, zoals melanisme bij de peper-en-zoutvlinder (of berkenspanner). Haldane toonde aan dat natuurlijke selectie veel sneller kan werken dan zelfs Fisher had verondersteld.
In 1932 publiceerde Sewall Wright een artikel dat zich concentreerde op combinaties van genen die als een complex systeem interageren. Hij toonde aan dat verschijnselen zoals inteelt in kleine geïsoleerde populaties genetische drift konden veroorzaken. Hij introduceerde het begrip adaptive landscape waarin deze verschijnselen een populatie konden wegduwen van een fitness maximum en naar een ander lokaal maximum konden brengen. Dit was een belangrijke stap in het verklaren van soortvorming.
Het model van Wright sloeg aan bij biologen die zich op het veldwerk concentreerden zoals Theodosius Dobzhansky en Ernst Mayr, die zich het belang van geografische isolatie realiseerden. Het werk van Fisher, Haldane en Wright legde de grondslag voor de populatiegenetica, een voorloper van de Moderne Synthese.

## De moderne synthese
Theodosius Dobzhansky, een Oekraïens-Amerikaanse bioloog, die met bananenvliegjes (Drosophila pseudoobscura) in het lab van Morgan postdoctoraal onderzoek deed, was de eerste die populatiegenetica toepaste op echte populaties. Met zijn boek Genetics and the Origin of Species sloeg hij een brug tussen de genetici en de veldwerkers. In dit boek presenteerde hij de resultaten van Fisher, Haldane en Wright, die in zeer wiskundige termen gesteld waren, op een manier die voor niet-genetici toegankelijk was. Hij legde de nadruk op het feit dat populaties in het wild een veel grotere genetische verscheidenheid vertoonden dan de vroege populatiegenetici in hun modellen hadden aangenomen, en dat genetische verschillen tussen subpopulaties van groot belang waren. Dobzhansky werd hierin beïnvloed door het werk van Sergei Chetverikov, die onderzoek had gedaan naar de rol van recessieve genen bij het in stand houden van genetische variatie binnen een populatie, voordat zijn werk hem onmogelijk werd gemaakt door de opkomst van het Lysenkoisme in de Sovjet-Unie.
Het werk van Dobzhansky werd gecomplementeerd door dat van Edmund Briscoe Ford, een experimenteel bioloog die vrijwel in zijn eentje de grondslag heeft gelegd voor de ecologische genetica. Met zijn werk aan vlinderpopulaties slaagde hij erin de voorspellingen van Fisher te bevestigen. Hij was de eerste die het verschijnsel genetisch polymorfisme beschreef en voorspelde dat polymorfisme in menselijke bloedgroepen stand houdt omdat het een bescherming tegen ziekten biedt. Zijn werk had grote invloed op Dobzhansky, die in de derde editie van zijn magnum opus de nadruk verschoof van genetische drift naar selectie.
Ernst Mayr leverde zijn grootste bijdrage met het werk Systematics and the Origin of Species, dat in 1942 werd gepubliceerd. Hij benadrukte in dit werk het belang van allopatrische soortvorming, waarin geografisch geïsoleerde subpopulaties zo ver uit elkaar gedreven worden dat reproductieve isolatie optreedt. Hij was sceptisch omtrent sympatrische soortvorming, waarbij geografische isolatie geen rol speelt, en veronderstelde dat geografische scheiding van subpopulaties een voorwaarde voor soortvorming is. Verder introduceerde hij het concept van biologische soorten waarbij de mogelijkheid tot onderlinge paring de basis legt voor de definitie van een soort. Deze definitie verdrong de tot dan toe gehanteerde definitie van Linnaeus, waarin morfologische kenmerken de overhand hebben.
Mayr, die in 1930 Duitsland verliet en naar de V.S. emigreerde, werd beïnvloed door de ideeën van de Duitse bioloog Bernhard Rensch. Deze had in Indonesië veldonderzoek verricht naar de geografische verspreiding van polytypische soorten en complexen van nauw verwante soorten, waarbij hij bijzondere aandacht schonk aan variaties binnen populaties en de samenhang daarvan met omgevingsfactoren, zoals klimaatverschillen. In 1947 publiceerde Rensch zijn werk onder de titel Neuere Probleme der Abstammungslehre: die Transspezifische Evolution ("Nieuwere problemen van de erfelijkheidsleer: bovensoortelijke evolutie"), waarin hij beschreef hoe dezelfde mechanismen die voor soortvorming verantwoordelijk zijn, ook de differentiatie tussen verschillende taxa verklaart.
In de paleontologie was het werk van George Gaylord Simpson, Tempo and Mode in Evolution uit 1944, van groot belang omdat vele paleontologen sceptisch waren over het belang van natuurlijke selectie als belangrijkste mechanisme van de evolutie. In dit boek toonde hij aan dat de veronderstelde lineaire ontwikkeling, vooral bij de ontwikkeling van het paard, die veel paleontologen zagen als ondersteunend bewijs voor  neo-Lamarckisme of orthogenese, geen stand hielden bij nauwgezet onderzoek. In plaats van een fraaie progressie, die deze hypothese veronderstelden, vond hij onregelmatige vertakkingen die niet doelgericht waren, een vaststelling die overeenkomt met natuurlijke selectie, zoals door de Moderne Synthese wordt verondersteld.
George Ledyard Stebbins, ten slotte, introduceerde met zijn werk Variation and Evolution in Plants de Moderne Synthese in de botanie en verhelderde de rol van bastaardering en polyploïdie bij verschillende plantensoorten.

## Verdere ontwikkelingen
De moderne synthese werd sinds de eerste formulering als theorie in de jaren 30 en 40 verder ontwikkeld en verfijnd. Het werk va William Donald Hamilton, George C. Williams, John Maynard Smith en anderen leidde tot de ontwikkeling van de gene-centric view in de jaren 1960. De moderne synthese in haar huidige vorm heeft het klassieke darwiniaanse idee van natuurlijke selectie uitgebreid om nieuwere ontwikkelingen en concepten die in Darwins tijd niet bekend waren onder te brengen. Dit staat een fundamentele, in veel gevallen wiskundige analyse van verschijnselen als verwantenselectie, altruïsme en soortvorming toe.
Een verreikende interpretatie, die meestal aan Richard Dawkins, auteur van The Selfish Gene wordt toegeschreven, poneert de stelling dat selectie uitsluitend werkt op genen. Dawkins breidde de darwiniaanse ideeën verder uit en paste ze toe op andere systemen die een selectie van de fitste toestaan, zoals culturele memen.

## Na de synthese
Een aantal ontwikkelingen in de biologie en geologie hebben grote invloed gehad op het begrip van de evolutie op deze planeet. De belangrijkste worden hieronder opgesomd.

### Geschiedenis van de Aarde
Darwin, die eveneens geoloog was, bestudeerde de geologie in de context van het werk van Charles Lyell, maar sindsdien is het begrip van geologische processen en tijdschalen dramatisch veranderd.
- De ouderdom van de aarde is naar boven bijgesteld en wordt tegenwoordig geschat op 4.56 miljard jaar.
- De platentektoniek van Alfred Wegener werd rond 1960 algemeen geaccepteerd. Hiermee werd niet alleen de geologie van een onderliggende theorie voorzien die verschijnselen zoals vulkanisme en aardbevingen verklaard, maar biedt ook een verklaring voor het voorkomen van dezelfde families en tevens de verscheidenheid van diersoorten op verschillende continenten.
- Het begrip van de geschiedenis van de aardse atmosfeer is verbeterd. De vervanging van kooldioxide door zuurstof in de atmosfeer in het Proterozoicum werd naar alle waarschijnlijkheid veroorzaakt door cyanobacteriën in de vorm van stromatolieten. De veranderingen in de atmosfeer leidde tot de ontwikkeling van aerobische organismen.
- De eerste microbiotische fossielen werden geïdentificeerd door geologen. De rotsen die deze fossielen bevatten zijn 3.456 miljard jaar oud. De geoloog Walcott speelde hierin een grote rol. Hij identificeerde de eerste precambrische gefossiliseerde bacterie-afzettingen door microscopische analyse van rotsen. Hij was tevens de eerste die opperde dat stromatolieten een organische oorsprong hadden. Zijn ideeën werden in zijn eigen tijd niet geaccepteerd, maar worden nu gezien als grote ontdekkingen.
- Grote vooruitgang in de paleoklimatologie heeft zijn weerslag op de paleontologie. Bewezen werd bijvoorbeeld dat er grote ijstijden waren opgetreden aan het eind van het Proterozoïcum, nadat de aardatmosfeer eerst was ontdaan van het grootste deel van de aanwezige kooldioxide.
- Catastrofisme en massa-extinctie. Oude ideeën over het catastrofisme (evolutie onder invloed van wereldwijde rampen) en het belang ervan voor grootschalige uitsterving van dier- en plantensoorten kreeg een nieuwe impuls. Het uitsterven van de dinosauriërs na de inslag van een meteoriet op de Krijt-Paleogeengrens en de Laat-Devonische extinctie zijn bekende voorbeelden, maar ook de Siberische Trappen aan het eind van het Perm en meerdere andere soortgelijke episoden worden nu als zodanig erkend.